# GP Ouest-France 2015
79. edycja wyścigu kolarskiego GP Ouest-France odbyła się w dniu 30 sierpnia 2015 roku i liczyła 229,1 km. Start i meta wyścigu znajdowały się w Plouay. Wyścig ten znajdował się w rankingu światowym UCI World Tour 2015. 

## Uczestnicy
Na starcie tego klasycznego wyścigu stanęły 24 zawodowe ekipy. Wśród nich znajdowało się siedemnaście ekip UCI World Tour 2015 oraz sześć innych zaproszonych przez organizatorów z tzw. "dziką kartą".
Lista drużyn uczestniczących w wyścigu:
| Numery  | Kod | Drużyna                 |
| ------- | --- | ----------------------- |
| 1-8     | IAM | IAM Cycling             |
| 11-18   | STH | Southeast               |
| 21-28   | FDJ | FDJ                     |
| 31-38   | AST | Astana Pro Team         |
| 41-48   | TLJ | Team LottoNL-Jumbo      |
| 51-58   | BMC | BMC Racing Team         |
| 61-68   | CAN | Team Cannondale-Garmin  |
| 71-78   | ALM | Ag2r-La Mondiale        |
| 81-88   | CLT | Cult Energy Pro Cycling |
| 91-98   | LTS | Lotto Soudal            |
| 101-108 | MOV | Movistar Team           |
| 111-118 | EQS | Etixx-Quick Step        |

| Numery  | Kod | Drużyna                      |
| ------- | --- | ---------------------------- |
| 121-128 | OGE | Orica GreenEDGE              |
| 131-138 | EUC | Team Europcar                |
| 141-148 | GIA | Team Giant-Alpecin           |
| 151-158 | KAT | Team Katusha                 |
| 161-168 | SKY | Team Sky                     |
| 171-178 | TTS | Tinkoff-Saxo                 |
| 181-188 | BSE | Bretagne-Séché Environnement |
| 191-198 | COF | Cofidis, Solutions Crédits   |
| 201-208 | LAM | Lampre-Merida                |
| 211-218 | TRE | Trek Factory Racing          |
| 221-228 | CCC | CCC Sprandi Polkowice        |
| 231-238 | WGG | Wanty-Groupe Gobert          |

## Wyniki wyścigu
| Miejsce | Zawodnik             | Państwo  | Drużyna                      | Czas       |
| ------- | -------------------- | -------- | ---------------------------- | ---------- |
| 1.      | Alexander Kristoff   | Norwegia | Team Katusha                 | 5h 31' 32" |
| 2.      | Simone Ponzi         | Włochy   | Southeast                    | + 0"       |
| 3.      | Ramūnas Navardauskas | Litwa    | Team Cannondale-Garmin       | + 0"       |
| 4.      | Grega Bole           | Słowenia | CCC Sprandi Polkowice        | + 0"       |
| 5.      | Jürgen Roelandts     | Belgia   | Lotto Soudal                 | + 0"       |
| 6.      | Anthony Roux         | Francja  | FDJ                          | + 0"       |
| 7.      | Armindo Fonseca      | Francja  | Bretagne-Séché Environnement | + 0"       |
| 8.      | Wout Poels           | Holandia | Team Sky                     | + 0"       |
| 9.      | Rasmus Guldhammer    | Dania    | Cult Energy Pro Cycling      | + 0"       |
| 10.     | Magnus Cort          | Dania    | Orica GreenEDGE              | + 0"       |
|         |                      |          |                              |            |
| 130.    | Łukasz Owsian        | Polska   | CCC Sprandi Polkowice        | + 3' 50"   |
| DNF     | Maciej Paterski      | Polska   | CCC Sprandi Polkowice        | -          |
| DNF     | Tomasz Kiendyś       | Polska   | CCC Sprandi Polkowice        | -          |